# مارکو دکاناوسس
مارکو دکاناوسس (به پرتغالی: Marco de Canaveses) یکی از شهرهای کشور پرتغال است.
این شهر که در دهستانی به همین نام واقع شده در بخش پورتو در شمال پرتغال قرار دارد. جمعیت این شهر ۹٬۰۴۲ نفر است. کارمن می‌راندا، خواننده سامبا و هنرپیشهٔ پرتغالی در این شهر زاده شد.